# Řád Idrise I.
Řád Idrise I. (arabsky: نيشان الادريس) byl řád Libyjského království založený roku 1947. Od pádu monarchie roku 1969 je udílen pouze jako dynastický řád.

## Historie a pravidla udílení
Řád byl založen roku 1947 králem Idrisem I. Udílen byl ve dvou třídách zahraničním hlavám států a jejich manželům či manželkám, panovníkům, princům, princeznám a dalším členům královských rodin. Od pádu libyjské monarchie po vojenském převratu v roce 1969 přestal být řád udílen jako státní vyznamenání, zachoval se pouze jako dynastický řád. Nahrazen byl Řádem republiky.

## Třídy
Řád byl udílen ve dvou třídách:
- velký řetěz – Tato třída byla udílena králům a jiným hlavám států.
- velkostuha – Tato třída byla udílena manželkám či manželům panovníků a hlav států, princům a princeznám a dalším příslušníkům královských rodin.

## Insignie
Řádová hvězda má tvar zářivé plakety ve zlaté a stříbrné barvě s rubínově červeným medailonem uprostřed. V medailonu je zlatý půlměsíc s hvězdou. Vnější okraj medailonu lemuje zeleně smaltovaný kruh s nápisem.